# Gerhard Gustmann
Gerhard Gustmann   (Bonn, 13 d'agost de 1910 - Bonn, 30 de març de 1992) fou un remer alemany que va competir durant la dècada de 1930.
El 1936 va prendre part en els Jocs Olímpics de Berlín, on guanyà la medalla d'or en la prova del dos amb timoner del programa de rem. Formà equip amb Herbert Adamski i Dieter Arend.
En el seu palmarès també destaquen dues medalles en la prova del dos amb timoner al Campionat d'Europa de rem, d'or el 1937, i de plata el 1938.